# Richtersveld

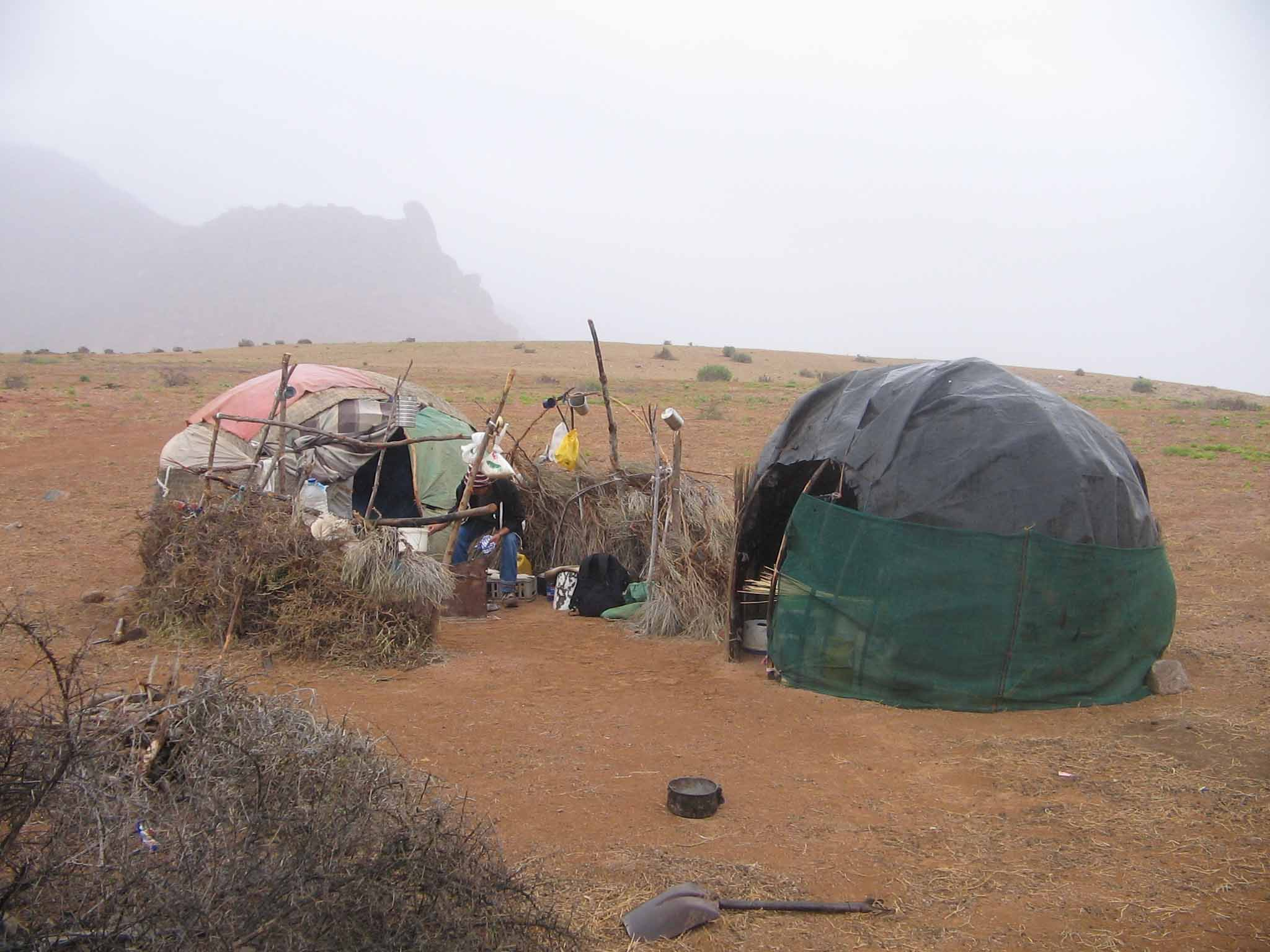
Chaty wędrownych pasterzy

Richtersveld (ang. Richtersveld Cultural and Botanical Landscape) – obszar krajobrazu kulturowego na północnym zachodzie Republiki Południowej Afryki (w Prowincji Przylądkowej Północnej), w 2007 roku wpisany na listę światowego dziedzictwa UNESCO. Jest to górzysty, pustynny region, zamieszkany przez wędrownych pasterzy z ludu Nama.

## Położenie
Richtersveld jest rzadko zaludnioną gminą przy granicy z Namibią. Od północy gmina ograniczona jest rzeką Oranje, na zachodzie sięga wybrzeży Atlantyku. Na górzystych terenach północnego zachodu mieszka tylko kilkaset osób. Północne krańce gminy objęte są ochroną w ramach Parku Narodowego Richtersveld, który od 2003 roku wraz z przyległymi terenami Namibii tworzy park transgraniczny. Na południe od parku leży obiekt światowego dziedzictwa, chroniony pod nazwą Richtersveld Community Conservancy. Przy jego granicach leżą wsie Kuboes, Lakkersing i Eksteenfontein.

## Klimat i przyroda
Richtersveld jest suchą, górzystą pustynią. Temperatura powietrza ulega tu dużym wahaniom zarówno w skali doby, jak i w skali roku. Zdarzają się mrozy w zimie i upały powyżej 40 °C w lecie. Na większości obszaru Richtersveldu w zimie padają deszcze, najczęściej od maja do września, w górach możliwe są także letnie burze. Te warunki klimatyczne przyczyniły się do wytworzenia dużej różnorodności biologicznej: region Karru, mimo swojej pustynności, jest środowiskiem życia prawie 5 tys. gatunków sukulentów, z czego 40 procent to endemity. Szczególnie licznie występują tu litopsy. Rośnie tu także 29 gatunków porostów. Typowymi przedstawicielami fauny są lamparty, zebry górskie, pawiany, ridboki szare, springboki, koziołki skalne, stenboki, małe gady i różnorodne gatunki ptaków.

## Wykorzystanie
Podczas gdy tereny parku narodowego przyciągają turystów ze względu na naturalne, niezakłócone środowisko życia roślin i zwierząt, obszary wpisane na listę światowego dziedzictwa wykorzystywane są przede wszystkim jako okresowe pastwiska. Stada kóz, owiec i osłów przyczyniają się do utrzymania wegetacji regionu Karru. Taka równowaga ekologiczna powstała przypuszczalnie na przestrzeni ostatnich dwóch tysiącleci.
W ostatnich latach poważny problem stanowi jednak nadmierna eksploatacja pastwisk w rejonie Richtersveldu. Dlatego na chronionym obszarze dozwolone jest wyłącznie pasterstwo według tradycyjnych reguł.
W przeciwieństwie do obszaru parku narodowego, w obrębie Community Conservancy zabroniona jest prospekcja geologiczna, górnictwo i poszukiwanie diamentów.

## Tradycyjne pasterstwo
Na chronionym obszarze znajduje się ponad 40 tradycyjnych miejsc obozowania, odwiedzanych na zmianę przez pasterzy. Zależnie od pory roku pasterze przenoszą się na wyżej lub niżej położone stanowiska (zob. transhumancja).
Nocą zwierzęta trzymane są w kraalach, w dzień chodzą swobodnie po okolicy. Stada składają się zarówno ze zwierząt będących własnością pasterzy, jak i wypasanych za zapłatę.
Zakwaterowanie zapewniają przenośne chaty w kształcie półkuli, tradycyjnie na drewnianym rusztowaniu i kryte matami z situ. Obecnie niewiele chat – wznoszonych głównie dla turystów – wykonana jest z tych materiałów. Zastępuje się je zazwyczaj plastikową konstrukcją krytą tkaniną na żagle, dzięki czemu chaty są bardziej odporne na warunki pogodowe.

## Turystyka
Z wyjątkiem pensjonatów w Kuboes i Eksteenfontein oraz małego muzeum w Eksteenfontein, w rejonie Richtersveldu prawie nie istnieje jeszcze infrastruktura turystyczna. Istnieją jednak plany poprawienia stanu dróg w najbliższych latach (m.in. poprzez ich włączenie do South-North Tourism Route) i budowy miejsc kempingowych (2009). Oferowane są także możliwości pieszych wycieczek oraz zwiedzania chronionego obszaru z wykorzystaniem samochodów terenowych. Rozbudowie do celów turystycznych ma ulec także stacja badawcza w Rooiberg.